# Индустриална зона
Индустриална зона, а също и като индустриален парк (от английското: industrial park, подобно на бизнес парк) e област, районирана и планирана с цел индустриално развитие. В Хонг Конг индустриалните зони са обикновено известни като индустриални сгради, във Великобритания малки индустриални зони съдържат множество части, всяка в същия стил, известни като търговски сгради. По-олекотената версия на това е бизнес парк или офис парк (предходен вариант офис зона), където има повече офиси и лека индустрия, отколкото тежка индустрия.
Индустриалните паркове представляват площ, заделена за индустриално развитие. Обикновено те са разположени в местности, в които има лесен достъп до необходимата инфраструктура. Идеята за концентриране на производството е изградена на основа на следните концепции:
- Използване на по-малко специализирана инфраструктура поради наличието на повече от една производствени мощности, разположени в непосредствена близост.
- Привличане на повече инвеститори, породено от наличието на адекватна инфраструктура.
- Изграждане на тежката индустрия далеч от заселените места, водещо до намаляване на замърсяването, както и социалното влияние на индустрията.
- Създаване на локални правила и закони за опазване на околната среда, специфични за индустриалния район.

Съществува и олекотена версия на индустриалните паркове наречена офис парк. Те са изградени за предоставяне на офис пространства или за някои видове лека индустрия.
|  | Тази страница частично или изцяло представлява превод на страницата Industrial park в Уикипедия на английски. Оригиналният текст, както и този превод, са защитени от Лиценза „Криейтив Комънс – Признание – Споделяне на споделеното“, а за съдържание, създадено преди юни 2009 година – от Лиценза за свободна документация на ГНУ. Прегледайте историята на редакциите на оригиналната страница, както и на преводната страница, за да видите списъка на съавторите. ВАЖНО: Този шаблон се отнася единствено до авторските права върху съдържанието на статията. Добавянето му не отменя изискването да се посочват конкретни източници на твърденията, които да бъдат благонадеждни. |